# Leptochiton darioi
Leptochiton darioi är en blötdjursart som först beskrevs av Righi 1973.  Leptochiton darioi ingår i släktet Leptochiton och familjen Leptochitonidae. Inga underarter finns listade i Catalogue of Life.